# Los Mercenarios
Palmarès
voir ici
Los Mercenarios, est un clan de catcheurs heels performant au sein de la Lucha Libre AAA Worldwide, une fédération de catch mexicaine. Le clan comprenait également à l'origine La Máscara et El Hijo del Fantasma qui ont depuis quitté la promotion. Le fondateur du groupe La Máscara a déclaré que ce serait un groupe similaire à Los Ingobernables, un groupe de la Consejo Mundial de Lucha Libre dont il a été membre pendant des années avant de travailler pour la AAA.

## Carrière

### Lucha Libre AAA Worldwide (2018 –...)
Lors de Heroes Inmortales XII, El Texano Jr. et Rey Escorpión conservent leur titres contre DJ Z et Laredo Kid et MexaBlood (Bandido et Flamita) et dans la méme nuit El Hijo del Fantasma ne remporte pas la Copa Antonio Peña au profit de Pagano,,.
Lors de Rey De Reyes 2019, El Texano Jr. et Rey Escorpión perdent leur titres contre The Lucha Brothers (Pentagón Jr. et Fénix). Le 20 mars 2019, El Hijo del Fantasma annonce qu'il quitterait le clan après son départ de la promotion.
Lors de Triplemania XXVII, Taurus, El Texano Jr. et Killer Kross perdent contre Psycho Clown, Cody Rhodes et Cain Velasquez,,.
Le 8 mai 2021, El Texano Jr., Rey Escorpión et La Hiedra battent Los Jinetes del Aire (El Hijo del Vikingo, Golden Magic et Myzteziz Jr.) et remportent les AAA World Trios Championship.

## Palmarès
- Dramatic Dream Team
  - 2 fois Ironman Heavymetalweight Championship – La Hiedra (1) et El Texano Jr. (1)

- Kaoz Lucha Libre
  - 1 fois Kaoz Heavyweight Championship – Rey Escorpión (actuel)

- Asistencia Asesoría y Administración
  - 1 fois AAA Latin American Championship - El Hijo del Fantasma
  - 1 fois AAA World Tag Team Championship - El Texano Jr. et Rey Escorpión
  - 1 fois AAA World Trios Championship - La Hiedra, Rey Escorpión, Taurus et El Texano Jr. (actuel)

- Promociones EMW
  - 1 fois EMW World Women's Championship – La Hiedra (actuel)